# Czaszma Szahrtuz
Czaszma Szahrtuz (tadż. Клуби футболи «Чашма» Шаҳртуз) – tadżycki klub piłkarski, mający siedzibę w mieście Szahrtuz, w południowo-zachodniej części kraju.

## Historia
Chronologia nazw:
- 1980: Czaszma Szahrtuz (ros. «Чашма» Шаартуз)

Piłkarski klub Czaszma został założony w miejscowości Szahrtuz w 1980 roku. W 1993 zespół debiutował w rozgrywkach Wyższej Ligi Tadżykistanu. W debiutanckim sezonie zajął 14. miejsce w końcowej klasyfikacji. W następnym sezonie 1994 zajął ostatnie 16. miejsce i spadł do Pierwszej Ligi. W 1995 klub startował w Pucharze Tadżykistanu. Potem został rozformowany. Potem został reaktywowany i w sezonie 2015 przystąpił do rozgrywek w Pierwszej Lidze.

## Sukcesy

### Trofea międzynarodowe
Nie uczestniczył w rozgrywkach azjatyckich (stan na 31-12-2015).

### Trofea krajowe
| \| \| Zdobyte trofea w rozgrywkach Tadżykistanu (stan na: 31-12-2015) \| |                                                                 |      |            |
| Rozgrywki                                                                | Osiągnięcie                                                     | Razy | Sezon(y)   |
| Mistrzostwo                                                              | I miejsce                                                       | 0    |            |
| Mistrzostwo                                                              | II miejsce                                                      | 0    |            |
| Mistrzostwo                                                              | III miejsce                                                     | 0    |            |
| Mistrzostwo                                                              | 14. miejsce                                                     | 1    | 1993       |
| Puchar                                                                   | zdobywca                                                        | 0    |            |
| Puchar                                                                   | finalista                                                       | 0    |            |
| Puchar                                                                   | 1/16 finału                                                     | 2    | 1992, 1995 |
| II liga                                                                  | I miejsce                                                       | 0    |            |
| II liga                                                                  | II miejsce                                                      | 0    |            |
| II liga                                                                  | III miejsce                                                     | 0    |            |
| Tadżykistan                                                              | Zdobyte trofea w rozgrywkach Tadżykistanu (stan na: 31-12-2015) |      |            |

ZSRR
- Mistrzostwo Tadżyckiej SRR:
  - mistrz (1x): 1980
- Puchar Tadżyckiej SRR:
  - zdobywca (1x): 1980

## Stadion
Klub rozgrywał swoje mecze domowe na stadionie Centralnym w Szahrtuzie, który może pomieścić 1 000 widzów.

## Piłkarze
Znani piłkarze:
- / Jurij Baturenko